# Baker Lake
Baker Lake (Qamani’tuaq) – osada położona w regionie Kivalliq, w Nunavut, w Kanadzie, oddalona o 320 km na zachód od Zatoki Hudsona. Znajduje się u ujścia rzeki Thelon do jeziora Baker. W 2006 roku liczba mieszkańców wynosiła 1728.